# Etamivan
Etamivan (Denominação Comum Internacional), nome comercial Analepticon, é um estimulante respiratório relacionado a niketamina. É principalmente usado no tratamento de overdose de barbitúricos e de doença pulmonar obstrutiva crônica, mas tem caído em desuso.